# Капиросси, Лорис
Лорис Капиросси (итал. Loris Capirossi; род. 4 апреля 1973, Кастель-Сан-Пьетро-Терме, Болонья, Италия) — итальянский мотогонщик. В 1990 и 1991 годах выиграл чемпионские титулы в классе 125 см³, а в 1998 году в классе 250 см³ чемпионата мира по шоссейно-кольцевым мотогонкам MotoGP.
1 сентября 2011 года Лорис заявил о завершении карьеры в мотогонках, 6 ноября 2011 года провёл последнюю гонку в MOTO GP.

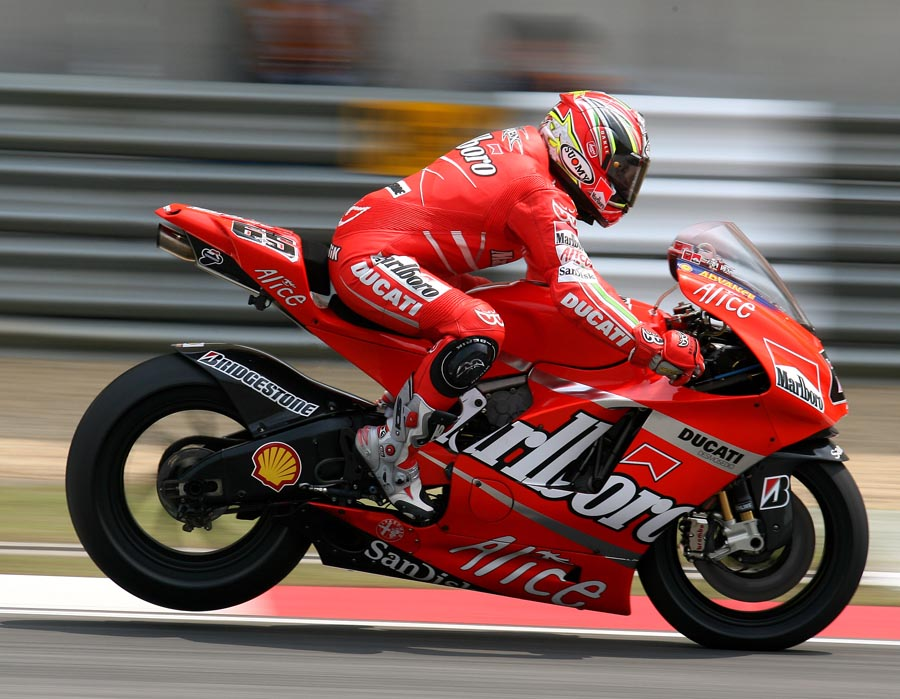
Капиросси на Мото Гран-при Китая 2007